# Лысак, Стивен
Стивен Джон Лысак (англ. Stephen John Lysak; 7 августа 1912, Ньюарк — 30 июля 2002, Йонкерс) — американский гребец-каноист, выступал за сборную США в конце 1940-х годов. Чемпион и серебряный призёр летних Олимпийских игр в Лондоне, многократный победитель и призёр регат национального значения.

## Биография
Стивен Лысак родился 7 августа 1912 года в городе Ньюарке, штат Нью-Джерси. Когда ему было шесть лет, мать умерла в результате эпидемии испанского гриппа, и отец отправил его с братом Джоном в интернат, так как не мог сам заботиться о детях. Братья увлеклись греблей уже в раннем детстве, постоянно тренировались на реке Гудзон на самодельных лодках. Позже Стивен проходил подготовку в Йонкерсе в местном одноимённом спортивном клубе Yonkers PRC, в 1939 году впервые одержал победу в зачёте американского национального первенства, став лучшим среди каноэ-четвёрок.
Впоследствии Лысак неоднократно выигрывал национальные первенства США по гребле в различных дисциплинах, прежде всего в командных: среди двухместных и четырёхместных каноэ (в одиночках был чемпионом страны лишь один раз). Сам смастерил для себя лодку, на которой выступал на всех крупнейших международных регатах.
Наибольшего успеха на взрослом международном уровне добился в возрасте 35 лет в сезоне 1948 года, когда попал в основной состав американской национальной сборной и благодаря череде удачных выступлений удостоился права защищать честь страны на летних Олимпийских играх в Лондоне. Стартовал здесь вместе с напарником Стивеном Макновски в зачёте двухместных каноэ на дистанциях 1000 и 10000 метров. На десяти километрах они не встретили серьёзного сопротивления и завоевали золотые медали, оторвавшись от ближайших преследователей почти на две минуты. На тысяче метрах на следующий день заняли в итоге второе место и получили награды серебряного достоинства, проиграв на финише чуть более секунды титулованному чехословацкому экипажу Яна Брзака-Феликса и Богумила Кудрны.
Умер 30 июля 2002 года в Йонкерсе в возрасте 89 лет.